# Фракийская кухня
Фракийская кухня — часть балканской кухни, характерная для регионов исторической области Фракия, сформировавшаяся на основе традиций скотоводства. Специфические особенности присущи кухням фракийской этнографической области на юге Болгарии, в северо-восточной Греции и европейской части Турции.
В числе характерных блюд: катми (фракийские блинчики на дрожжах), буранията (квашеная капуста с рисом или шпинатом), фасоль с кислой капустой, рисовая баница, сарми и др. Мясо сохраняют крупными жареными или варёными кусками в собственном жире, такая заготовка и блюда из неё называется каварма. Для региона типичны и блюда из пшеницы — булгура, тарханы. Наиболее популярные приправы: чёрный и красный перец, мята, базилик, иногда используется тмин, Блюда часто готовятся и подаются в керамических горшках и и горшочках — гювечах и гювечетах.